# Jørgen Jørgensen (homme politique, 1891-1963)
Pour les articles homonymes, voir Jørgen Jørgensen.
Jørgen Jørgensen, né le 7 juin 1891 à Ullerup (Danemark) et mort le 5 juillet 1963, est un homme politique danois membre du Parti populaire conservateur (KF), ancien ministre et ancien député au Parlement (le Folketing).

## Décoration
- Commandeur de l'ordre du Dannebrog